# Cá ó mõm bò
Cá ó mõm bò, còn gọi là cá ó mũi bò hay cá tàng (Rhinoptera javanica) là một loài cá thuộc họ Rhinopteridae. Nó được tìm thấy ở Trung Quốc, Ấn Độ, Indonesia, Iran, Nhật Bản, Madagascar, Malaysia, Mozambique, Pakistan, Philippines, Seychelles, Somalia, Nam Phi, Sri Lanka, Đài Loan, Tanzania, Thái Lan,Việt Nam và có thể Úc. Các môi trường sống tự nhiên của chúng là các biển mở, biển nông, đáy cát bùn, các rạn san hô, cửa sông, và phá nước mặn ven bờ.